# Mouvement pour un changement économique
Le Mouvement pour un changement économique (en anglais : Movement for Economic Change abrégé MEC) est un parti politique du Lesotho.

## Histoire
Le parti est fondé en janvier 2017 et est lancé le 1er février 2017 par le ministre du développement des petits entreprises Selibe Mochoboroane (en), à la suite de sa séparation avec le Congrès du Lesotho pour la démocratie (LCD) dont il était le secrétaire général depuis 2015. Le MEC est officiellement enregistré le 9 mars 2017 par la Commission électorale indépendante.

## Résultats électoraux

### Élections législatives
| Année | Voix   | %    | Sièges  | Rang |
| ----- | ------ | ---- | ------- | ---- |
| 2017  | 29 420 | 5,06 | 6 / 120 | 5e   |
| 2022  | 17 093 | 3,32 | 4 / 120 | 6e   |